# Фридрих Шилер
Фридрих Шилер (Марбах ам Некар, 10. новембар 1759 — Вајмар, 9. мај 1805) је био немачки песник, драматург, филозоф и историчар.

## Биографија
Шилер је рођен 1759. у Марбаху на Некару. Отац му је био официр у војсци Виртемберга. Нешто касније, око 1764, породица се преселила у Лорх где су живели до 1766. Детињство и младост је провео у релативном сиромаштву. Шилер је одрастао у веома религиозној породици и провео је много времена у својој младости студирајући Библију, што је касније имало утицаја на његово писање за позориште. Шилер је почео да студира право 1773, а 1775. медицину. Постао је војни доктор у Штутгарту. Анонимно је објавио драму „Разбојници“ 1781. Дело је доживело приличан успех на својој премијери, нарочито код млађе публике. Међутим, Шилер је услед револуционарних порука драме ухапшен и кратко време је провео у затвору, тако да је напустио посао у Штутгарту и прешао у Манхајм. Године 1783, радио је као библиотекар и добио уговор да ради као писац за позориште у Манхајму. Од 1783. се често селио (Лајпциг, Дрезден, Вајмар), а први пут се срео са Гетеом 1788. Крајем те године, добио је место професора историје и филозофије у Јени. Писао је историјска дела. Имао је велике симпатије за великана свога времена: Вилхелма фон Хумболта. Године 1790, оженио се Шарлотом фон Ленгенфелд. Нажалост, здравствено стање му се погоршало (вероватно од туберкулозе) и додељена му је пензија 1791. На Гетеов наговор, 1794, почео је да пише за сатиричне часописе. Револуционарна Француска му је 1792. дала француско држављанство, због његових честих чланака против тираније. Године 1799, вратио се у Вајмар где га је Гете усмерио да пише за позориште. Са њим је основао „Вајмарски театар“ који се брзо наметнуо на позоришној сцени Немачке, и допринео препороду драмског књижевног жанра. Шилер је живео у Вајмару све до смрти. Добио је племићку титулу 1802. Умро је три године касније, у 46-ој години живота.
Од 1934, Универзитет у Јени носи Шилерово име, док је у Србији једна улица у Земуну названа по њему. Та улица носи његово име још пре Другог светског рата.

## Књижевни значај
Значај Шилерових дела није очигледан за истраживача у XXI веку. Његово дело је пуно реторике, и често веома осећајно.
Али теме којима се она баве, политичке, етичке или естетичке, значајно су допринеле развоју нових идеја на крају XVIII века, и нарочито су допринеле развоју романтизма. Шилер је био великан доба романтизма, и то више него Гете. Његова филозофска дела су и даље актуелна, пуна дубоких мисли, и много приступачнија него теорије његовог омиљеног узора и савременика, филозофа Канта.
Данас Шилерове представе нису често на програму позоришта. Његови позоришни комади су полетни, представљају људе и личности великог формата, и незаборавне ликове: Виљема Тела, краља Филипа II из „Дон Карлоса“, Карла из „Разбојника“, и многе друге. Био је изванредан у представљању мужевних и паћеничких темперамената, док је женске ликове обично занемаривао.
Парадоксално је да је овај велики романтичар у Немачку донео и дух класицизма, која она до тада није познавала. Превео је драму „Федра“ Жана Расина, неке драме Еурипида, и примењивао у својим делима драмске методе по узору на класичне грчке трагедије.
Својим значајем у књижевности класицизма и романтизма, Шилер заузима централно место у немачкој и европској књижевности.
Међу великим поштоваоцима Шилеровог дела су Достојевски, Бетовен, Ђузепе Верди и Томас Ман.

## Наслеђе и почасти
Прву ауторитативну Шилерову биографију написала је његова снаја Каролина фон Волцоген 1830. године, Schillers Leben (Шилеров живот).
Ковчег који је садржао оно што је наводно био Шилеров скелет донет је 1827. у Вајмарски војводски трезор, место сахране куће Сакс-Вајмар-Ајзенах на историјском гробљу Вајмара, а касније и Гетеово почивалиште. Научници су 3. маја 2008. објавили да су ДНК тестови показали да лобања овог скелета није Шилерова и да је његова гробница сада празна. Физичка сличност између ове лобање и постојеће посмртне маске, као и са портретима Шилера, навела је многе стручњаке да верују да је лобања Шилерова.
Немачко-америчка заједница града Њујорка донирала је бронзану скулптуру Шилера Централ парку 1859. То је била прва постављена скулптура Централног парка.
Шилеров парк у Колумбусу, Охајо, назван је по Шилеру и центриран је око статуе налик на њега откако је поклоњена 1891. Током Првог светског рата, име парка је промењено у Вашингтон парк као одговор на антинемачке осећање, али је враћено неколико година касније. То је примарни парк за Јужну страну у насељу Џерман село.
Гугл је 10. новембра 2019. прославио његов 260. рођендан Гугл дудл логотипом.

## Писање

### Филозофски радови
Шилер је написао многе филозофске радове о етици и естетици. Он је синтетисао мисао Имануела Канта са мишљу немачког идеалистичког филозофа Карла Леонхарда Рајнхолда. Он је разрадио концепт Кристофа Мартина Виланда о die schöne Seele (лепој души), људском бићу чије су емоције образоване разумом, тако да Pflicht und Neigung (дужност и склоност) више нису у сукобу једно са другим; стога лепота, за Шилера, није само естетско искуство, већ и морално: Добро је лепо. Веза између морала и естетике јавља се и у Шилеровој контроверзној песми „Die Götter Griechenlandes“ (Богови Грчке). Модерни научници сматрају да „богови“ у Шилеровој песми представљају моралне и естетске вредности, које је Шилер везао за паганизам и идеју о зачараној природи. У том погледу Шилерова естетска доктрина показује утицај хришћанске теозофије.
Међу научницима постоји општи консензус да има смисла мислити о Шилеру као о либералу, и он се често наводи као космополитски мислилац. Шилеров филозофски рад се посебно бавио питањем људске слободе, преокупацијом која је водила и његова историјска истраживања, као што су Тридесетогодишњи рат и Холандска побуна, а затим је нашла пут и у његовим драмама: Валенштајнова трилогија се тиче Тридесетогодишње рата, док Дон Карлос говори о побуни Холандије против Шпаније. Шилер је написао два важна есеја о питању узвишеног (das Erhabene), под насловима „Vom Erhabenen“ и „Über das Erhabene“; ови есеји се баве једним аспектом људске слободе — способношћу да се пркоси својим животињским инстинктима, као што је нагон за самоодржањем, када се, на пример, неко вољно жртвује за концептуалне идеале.

## Дела

### Поезија
- Вече (1776)
- Освајач (1777)
- Елегија о смрти младића (1780)
- Ода радости (Ode an die Freude) (1785)
- Грчки богови (1789)
- Уметници (1789)
- Ибикови ждрали (1797) - балада
- * Речи илузије (1799)
- Касандра (1802)

### Позориште
- Разбојници (Die Räuber) (1781)
- Фијескова завера у Ђенови (Die Verschwörung des Fiesco zu Genua) (1782)
- Сплетка и љубав (Kabale und Liebe) (1783)
- Дон Карлос (1787)
- Алманах Муза (Musenalmanach) (1797)
- Валенштајн (трилогија) (1799)
- Марија Стјуарт (1800)
- немачки превод Магбета од Вилијама Шекспира (1800)
- Девица Орлеанска (1801)
- Вереници из Месине (1803)
- Вилхелм Тел (Wilhelm Tell) (1804)

### Есеји
- О естетичком васпитању човека (Über die ästhetische Erziehung des Menschen) (1795)
- Епиграми Ксеније (заједно са Гетеом) (1797)
- О односу животињске природе човека са његовим разумом (1777)
- О љупкости и достојанству (1793)
- О наивном и сентименталном песништву (1796)

### Историјска дела
- Историја отпадништва уједињене Низоземске (Geschichte des Abfalls der Vereinigten Niederlande von der spanischen Regierung) (1788)
- Историја Тридесетогодишњег рата, (Geschichte des dreißigjährigen Krieges) (1790)

### Писма
- Писма Кернеру, Вилхелм фон Хумболту, Гетеу, итд.